# Грановський Мойсей Лазарович
Мойсей Лазарович Грановський (рос. Моисей Лазаревич Грановский; 1890, містечко Звенигородка Київської губернії, тепер Черкаської області — зник безвісти 1941, ймовірно, під Єльнею Смоленської області РРФСР, СРСР) — радянський партійний діяч єврейського походження, керуючий справами РНК УСРР. Член ВЦВК, член ЦВК СРСР. Член Комісії партійного контролю при ЦК ВКП(б) у 1934—1939 роках.

## Життєпис

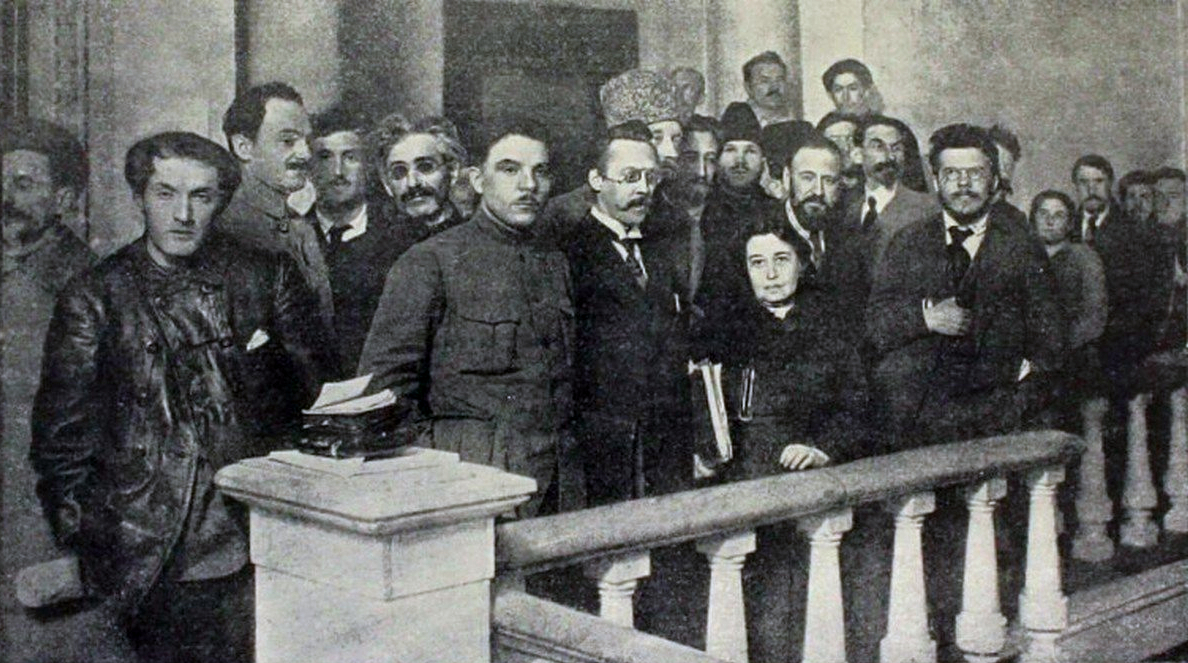
Керівні діячі КП(б)У під час українсько-більшовицької війни. Зліва направо: Олександр Хмельницький, Мойсей Рухимович, Мойсей Грановський, Володимир Юдовський, Климент Ворошилов, Володимир Мещеряков, Микола Подвойський, Анжеліка Балабанова, Християн Раковський, Микола Скрипник, Володимир Затонський.

Народився в родині дрібного єврейського торговця. У 1911 році закінчив комерційне училище в Звенигородці.
У вересні 1911 — жовтні 1912 року — студент Київського комерційного інституту.
У жовтні 1912 — жовтні 1913 року — доброволець 11-го стрілецького полку російської імператорської армії.
У жовтні 1913 — вересні 1914 року — студент Київського комерційного інституту.
Член РСДРП(б) з квітня 1914 року.
У вересні 1915 — грудні 1916 року — завідувач пункту допомоги біженцям Земсоюзу в місті Тернополі.
У грудні 1916 — травні 1917 року — службовець відділу допомоги біженцям Земсоюзу в місті Києві.
У травні — грудні 1917 року — студент Київського комерційного інституту, закінчив три курси.
У грудні 1917 — лютому 1918 року — комісар контори Державного банку в Києві.
У березні — червні 1918 року — секретар делегації РРФСР на мирних переговорах із Українською Державою в Києві. У червні — вересні 1918 року — завідувач Українського відділу Народного комісаріату закордонних справ РРФСР у Києві.
У вересні 1918 року заарештований українською владою за шпигунство, до листопада 1918 року перебував у Лук'янівській в'язниці.
У листопаді 1918 — лютому 1919 року — секретар Тимчасового робітничо-селянського уряду України.
У лютому — грудні (фактично — травні) 1919 року — керуючий справами Ради народних комісарів Української СРР.
У травні 1919 — березні 1920 року — голова військового трибуналу 14-ї армії РСЧА.
У березні — червні 1920 року — заступник народного комісара закордонних справ Української СРР.
У липні 1920 — березні 1921 року —  голова виконавчого комітету Кременчуцької губернської ради.
У березні — листопаді 1921 року — заступник голови виконавчого комітету Одеської губернської ради.
У листопаді 1921 — березні 1922 року — секретар Миколаївського губернського комітету КП(б)У.
У травні — жовтні 1922 року —  голова виконавчого комітету Кременчуцької губернської ради.
У жовтні 1922 — вересні 1923 року — голова Чернігівської губернської ради профспілок.
У вересні 1923 — січні 1926 року — відповідальний секретар Амурського губернського комітету РКП(б).
У січні — квітні 1926 року — відповідальний секретар Приморського губернського комітету РКП(б).
У квітні 1926 — лютому 1927 року — відповідальний секретар Владивостоцького окружного комітету ВКП(б).
У лютому — червні 1927 року — відповідальний інструктор ЦК ВКП(б) у Москві.
У червні 1927 — січні 1929 року — відповідальний секретар Дагестанського обласного комітету ВКП(б).
9 квітня — вересень 1929 року — відповідальний секретар Тульського губернського комітету ВКП(б). Одночасно з 21 травня по 4 вересня 1929 року — відповідальний секретар Організаційного бюро ВКП(б) по Тульському округу.
7 вересня 1929 — 30 квітня 1930 року — відповідальний секретар Тульського окружного і міського комітетів ВКП(б).
У травні 1930 — листопаді 1931 року — відповідальний інструктор ЦК ВКП(б).
У листопаді 1931 — січні 1934 року — заступник народного комісара зв'язку СРСР.
У лютому 1934 — квітні 1936 року — керівник групи Комісії партійного контролю при ЦК ВКП(б).
У квітні 1936 — березні 1937 року — уповноважений Комісії партійного контролю при ЦК ВКП(б) по Івановській області РРФСР.
У березні 1937 — квітні 1938 року — 1-й заступник народного комісара юстиції СРСР.
У травні 1938 — липні 1939 року — в.о. начальника Головного управління навчальних закладів Народного комісаріату землеробства РРФСР.
У 1940—1941 роках — у Держлітвидаві СРСР, відповідальний редактор журналу «30 дней» у Москві. 
Делегат XIII–XVI з'їздів ВКП(б).
Влітку 1941 року пішов добровольцем у Московське народне ополчення. У жовтні 1941 року служив відповідальним секретарем партійної комісії 6-ї стрілецької дивізії РСЧА, батальйонний комісар. Безвісти зник у жовтні 1941 року, ймовірно, загинув під Єльнею в Смоленській області.